# 안드레이 솔로마틴
안드레이 유리예비치 솔로마틴(러시아어: Андрей Юрьевич Соломатин, 영어: Andrei Yuryevich Solomatin, 1975년 9월 9일~)는 소비에트 연방 (현재 러시아) 모스크바 출신의 전 축구 선수이다. 2004년 K-리그의 성남 일화 천마에서 활약하였으며, K-리그에서 활동할 당시에는 솔로라는 이름으로 활약하였다. 2007년 은퇴한 이후에는 개인 사업에 뛰어들었다.

## 축구인 경력

### 클럽 경력
1992년 러시아 프리미어리그의 FC 토르페도 모스크바에서 프로 생활을 시작하였고, 그 해 FC 트라스코 모스크바로 이적하여 1994년까지 뛰었다. 1995년 FC 로코모티프 모스크바로 이적하여 2001년까지 선수 시절 대부분을 보냈으며, 2001년 PFC CSKA 모스크바로 팀을 옮겨 2003년까지 활약하였다. 2004년 FC 쿠반 크라스노다르를 거쳐 K-리그의 성남 일화 천마로 이적하였으나, 적응에 실패하며 정규리그에서 2경기 교체 출장에 그쳤다. 그 뒤 러시아와 우크라이나의 여러 클럽들을 전전하다 2007년 은퇴하였다.

### 국가대표 경력
1998년 11월 18일 포르탈레자에서 열린 브라질과의 친선경기에서 러시아 국가대표팀에 데뷔하였고, 2002년 5월 17일 모스크바에서 열린 벨라루스와의 LG컵 경기에서 A매치 첫 득점을 올렸다. 그 뒤 2002년 FIFA 월드컵에서 전 경기에 선발 출전하였으나, 팀은 16강 진출에 실패하였다.

## 플레이 스타일
수비형 미드필더와 중앙 수비수를 모두 소화하는 멀티플레이어로서의 능력을 보여준다.

## 기록

### 클럽 경력 기록
마지막 업데이트: 2008년 1월 1일
| 시즌    | 팀                             | 리그       | 등급 | 경기 | 골 |
| ------- | ------------------------------ | ---------- | ---- | ---- | -- |
| 1992    | FC 토르페도 모스크바           | 러시아     | 1    | 8    | 0  |
| 1992    | FC 트라스코 모스크바           | 러시아     | 3    | 7    | 0  |
| 1993    | FC 트라스코 모스크바           | 러시아     | 3    | 16   | 1  |
| 1994    | FC 트라스코 모스크바           | 러시아     | 4    | 31   | 7  |
| 1995    | FC 로코모티프 모스크바         | 러시아     | 1    | 27   | 4  |
| 1996    | FC 로코모티프 모스크바         | 러시아     | 1    | 29   | 2  |
| 1997    | FC 로코모티프 모스크바         | 러시아     | 1    | 32   | 0  |
| 1998    | FC 로코모티프 모스크바         | 러시아     | 1    | 23   | 0  |
| 1999    | FC 로코모티프 모스크바         | 러시아     | 1    | 13   | 0  |
| 2000    | FC 로코모티프 모스크바         | 러시아     | 1    | 16   | 1  |
| 2001    | FC 로코모티프 모스크바         | 러시아     | 1    | 3    | 0  |
| 2001    | PFC CSKA 모스크바              | 러시아     | 1    | 7    | 0  |
| 2002    | PFC CSKA 모스크바              | 러시아     | 1    | 26   | 3  |
| 2003    | PFC CSKA 모스크바              | 러시아     | 1    | 20   | 0  |
| 2004    | FC 쿠반 크라스노다르           | 러시아     | 1    | 8    | 0  |
| 2004    | 성남 일화 천마                 | 대한민국   | 1    | 4    | 0  |
| 2004-05 | FC 오볼론 키예프               | 우크라이나 | 1    | 9    | 0  |
| 2005    | FC 크릴리야 소베토프 사마라    | 러시아     | 1    | 9    | 0  |
| 2006    | FC 스파르타크 니즈니노브고로드 | 러시아     | 2    | 16   | 0  |
| 2006    | FC 안지 마하치칼라             | 러시아     | 2    | 13   | 1  |
| 2007    | FC 토르페도 모스크바           | 러시아     | 2    | 5    | 0  |

### 국가대표팀 득점 기록
마지막 업데이트: 2008년 1월 1일
득점과 결과 리스트는 러시아 축구 국가대표팀의 득점을 먼저 기록하였다.
| # | 일시            | 장소             | 상대 국가 | 득점 | 결과 | 경기 형식 |
| - | --------------- | ---------------- | --------- | ---- | ---- | --------- |
| 1 | 2002년 5월 17일 | 러시아, 모스크바 | 벨라루스  | 1-1  | 1-1  | LG컵      |

## 수상

### 클럽

#### FC 로코모티브 모스크바
- 러시아 프리미어리그 준우승 3회: 1995년, 1999년, 2000년
- 러시아 컵 우승 4회: 1995-96 시즌, 1996-97 시즌, 1999-00 시즌, 2000-01 시즌
- 러시아 컵 준우승 1회: 1997-98 시즌

#### PFC CSKA 모스크바
- 러시아 프리미어리그 우승 1회: 2003년
- 러시아 프리미어리그 준우승 1회: 2002년
- 러시아 컵 우승 1회: 2001-02 시즌